# Herbert Lawrence Block
Herbert Lawrence Block (pseudonim Herblock) (n. 13 octombrie 1909, Chicago – d. 7 octombrie 2001, Washington, D.C.) a fost un caricaturist american, care a lucrat peste 50 de ani la ziarul The Washington Post. Herblock este distins de trei ori cu Premiul Pulitzer, el fiind membru în American Academy of Arts and Sciences.